# Her Name Is Carla
Her Name Is Carla (O Nome Dela é Carla) é um filme estado-unidense produzido por Bergman Lustig Productions em 2005.
É um filme de suspense dirigido por Jay Anania, protagonizado por Mina Badie e Julian Sands.
Her Name Is Carla conta a história de Carla e Bill, que recebem um casal que acabaram de conhecer para passar a noite em sua casa, criando um clima de sedução, violência e medo.